# I amsterdam Sloterplas
I amsterdam Sloterplas is een variant op het thema I amsterdam, in juli 2016 geplaatst aan de zuidoever van de Sloterplas, nabij de Cornelis Lelylaan.

## I amsterdam
Als bezienswaardigheid verschenen vanaf 2005 op diverse plaatsen in Amsterdam de letters die de woorden I amsterdam vormen in avenirfont (de a en m zijn dan nog met elkaar verbonden) vormen. De woorden werden in 2004 uitverkozen tot opvolger van de slogan Amsterdam has it.

I love New York

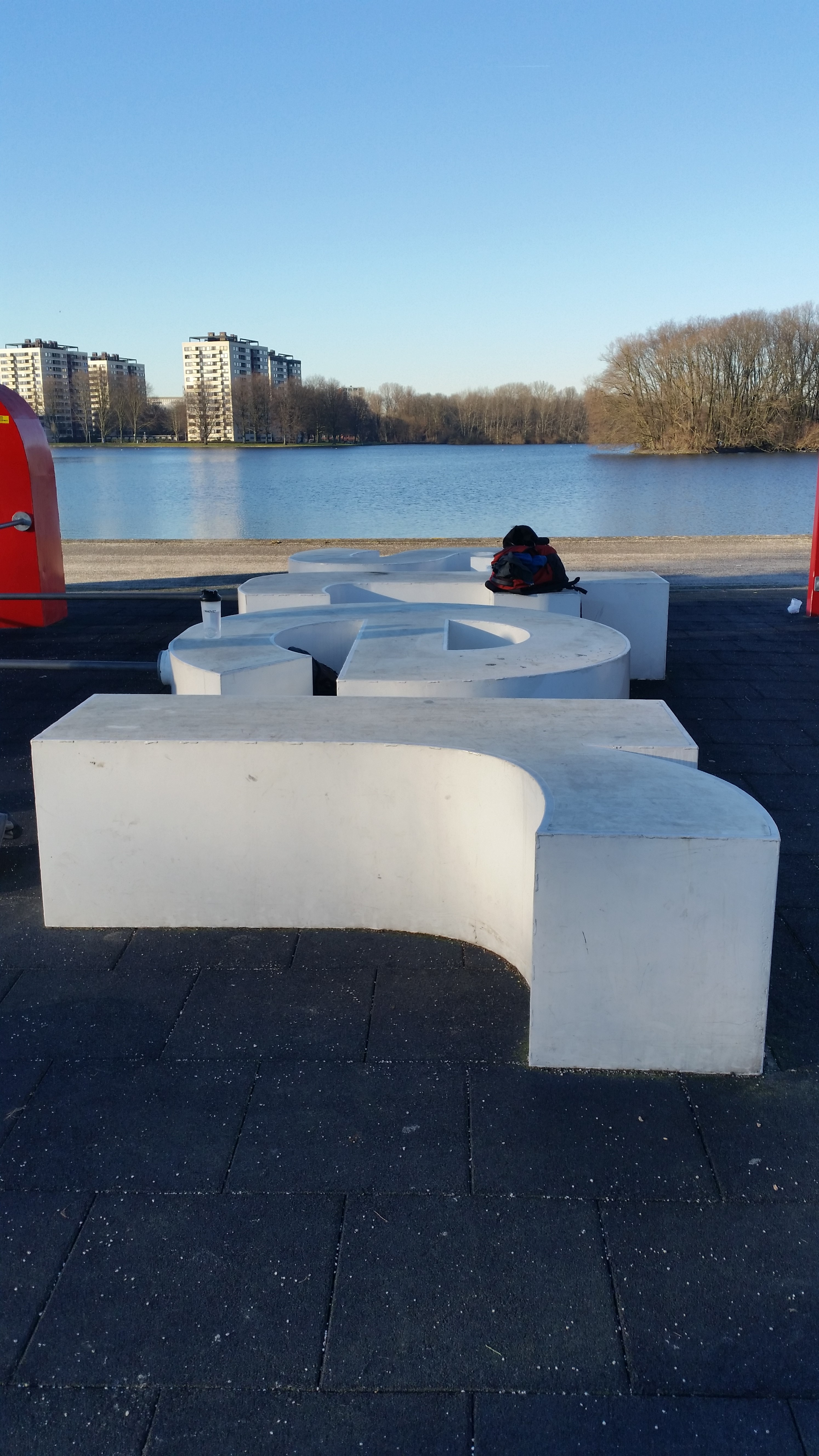
Liggende STER met op achtergrond Torenwijck; 15 februari 2019.

Ze werden naar een ontwerp van KesselsKramer uitgevoerd in rood, wit en zwart, kleuren van het wapen van Amsterdam. KesselsKramer lieten zich daarbij inspireren door Michel Glasers I Love New York. Het bureau moest om tot uitvoering te komen een overeenkomst sluiten met graficus Vanessa van Dam, die een aantal jaren eerder I amsterdammer had verzonnen.
De letters 'I amsterdam' zijn tussen de twee en drie meter hoog en het totale "beeld" is 23,5 meter lang; het materiaal is staal. Er werd voor die grote maten gekozen omdat het de bedoeling was ze te introduceren bij Sail Amsterdam 2005 (het werd echter de Fashionweek) en dus vanaf het water zichtbaar moesten zijn.
De lettercombinaties verschenen onder meer op het Museumplein, Luchthaven Schiphol en bij de RAI Amsterdam. De plaatsing kwam in de tijd van uitbouw van sociale media. Bedoeld of onbedoeld werd de lettergroep een toeristische attractie, met name voor toeristen (meest bij de letters op het Museumplein) die zichzelf voor een selfie wilden vastleggen met de lettergroep op de achtergrond.
De lettergroep op het Museumplein werd in 2018 verwijderd; die bij de RAI werd in februari 2019 verwijderd. Ze trokken te veel toeristen naar plaatsen waar het toch al druk was. Die groepen zullen nu en dan op min of meer willekeurige plaatsen in de stad verschijnen. Op de Luchthaven Schiphol bleven 'I Amsterdam’ aanwezig.
Na 2018 bleef de variant aan de Sloterplas in Amsterdam Nieuw-West gehandhaafd als 'I amsterdam Sloterplas' aan de zuidoever. Deze locatie lokt veel minder toeristen dan de binnenstad. Bovendien is de lettergroep deels onherkenbaar gemaakt door 'STER' plat op de grond te leggen, waardoor het beeld niet goed op één foto is te krijgen. Het wordt daarbij nog eens omringd door allerlei fitnessstellages. Het is bedoeld als 'freerunning parcours'. De 'STER' wordt dan ook soms als tafel gebruikt om meegenomen voedsel of tassen op te plaatsen of even te ontspannen, ook voor mensen die het wandel- of trimparcours 'Rondje Sloterplas' volgen. Ook is het een geliefd klim- en speelobject.